# L'istituto
L'Istituto (The Institute) è un romanzo thriller di Stephen King, pubblicato in contemporanea negli USA e in Italia il 10 settembre 2019.

## Trama
(Luke Ellis)
Tim Jamieson lascia il suo lavoro in Florida e si accinge a trasferirsi a New York City. Tuttavia, per una coincidenza fortuita, si ritrova nella piccola e sperduta cittadina fittizia di DuPray in Carolina del Sud. Essendo un ex-poliziotto, Tim trova facilmente lavoro come guardia notturna, guadagnandosi rapidamente la stima dello sceriffo John, degli abitanti di DuPray e l'amore con Wendy, una poliziotta del luogo. 
A Minneapolis, tre intrusi entrano nella notte a casa di Luke Ellis, un ragazzino di dodici anni dotato di un'intelligenza precoce. I tre uccidono i genitori, poi stordiscono e rapiscono il bambino. Al risveglio, Luke scopre di trovarsi in una stanza identica alla sua, ma priva di finestre, in un edificio chiamato "l'Istituto", collocato (come viene a sapere in seguito) nel cuore dei boschi del Maine nei pressi di una piccola cittadina chiamata Dennison River Bend. 
L'Istituto accoglie altri bambini e ragazzi strappati alle loro famiglie, che vengono suddivisi in due categorie: TP (telepatici) o TK (telecinetici), a seconda della tipologia dei poteri extrasensoriali di cui sono dotati. Al suo arrivo, Luke viene classificato come TK e viene portato nella zona della struttura definita la Prima Casa, dove fa conoscenza con gli altri ragazzini, tra cui Kalisha e Nicky. Da loro, Luke viene a sapere che, dopo un certo periodo di "preparazione" al termine del quale i bambini raggiungono l'apice del loro potenziale, essi vengono trasferiti nella Seconda Casa, da cui non fanno più ritorno. 
L'Istituto si occupa dell'analisi, potenziamento e sfruttamento dei poteri dei bambini tramite esperimenti scientifici, ed è gestito dalla spietata signora Sigsby; il personale dell'Istituto non si fa scrupoli a ricorrere a qualsiasi misura per mantenere l'ordine e mandare avanti gli esperimenti, effettuando sistematicamente torture e violenze gratuite sui ragazzi, paragonabili a quelle perpetrate da Josef Mengele. Alcuni test hanno lo scopo di far sviluppare ai bambini sia poteri telecinetici che telepatici. Man mano che i suoi amici vengono trasferiti nella Seconda Casa, inizia a farsi strada nella mente di Luke, l'idea di scappare dall'Istituto. 
L'aiuto decisivo per l'attuazione dei progetti di fuga di Luke viene da Avery, un bambino di dieci anni e potente telepatico, e da Maureen, un'inserviente di pulizie dell'istituto affetta dai rimorsi per il suo ruolo nelle torture dei bambini; a causa della superficialità dei controlli da parte di alcuni addetti della sicurezza, la sua fuga viene scoperta solo dopo quasi ventiquattr'ore. Maureen, dopo aver aiutato Luke e consegnatogli una chiavetta USB, si suicida e il bambino raggiunge la cittadina di DuPray, dove riceve l'aiuto di Tim Jamieson e della polizia locale. La signora Sigsby localizza Luke e si dirige sul posto con una squadra di recupero per ricatturarlo o ucciderlo.
Luke convince la polizia di quanto accaduto mostrando loro la chiavetta USB di Maureen, che contiene una confessione della donna di tutti i crimini commessi dall'Istituto e un video che dimostra quanto succede ai bambini nella Seconda Casa: il loro potere mentale viene concentrato al massimo e utilizzato per uccidere a distanza personalità di spicco in tutto il mondo; inoltre, i ragazzi stessi vengono ridotti alla follia a causa delle condizioni disumane in cui sono costretti a vivere e per lo sfruttamento eccessivo del loro potere.
All'arrivo della Sigsby e della sua squadra, si genera uno scontro a fuoco tra i criminali e la polizia e alcuni cittadini di DuPray, che termina con l'arresto della Sigsby e di un dottore dell'Istituto, unici superstiti della squadra alla sparatoria. Luke convince Tim e Wendy ad aiutarlo a salvare gli altri bambini dell'Istituto, organizzando un piano per liberarli; contattando Stackhouse, il vicedirettore dell'Istituto, si accordano per scambiare la vita della signora Sigsby con quella dei ragazzini prigionieri; il suo vero intento è quello di ucciderli all'arrivo, ma Tim, Wendy e Luke lo prevedono e a morire è solo la signora Sigsby.
Nel frattempo, Avery viene punito per il suo ruolo nella fuga di Luke ed è trasferito nella Seconda Casa, ma a insaputa di tutti ha sviluppato dei forti poteri telepatici grazie ai quali comunica con Luke. Il bambino organizza una ribellione con i ragazzi della Seconda Casa; i bambini scappano ma restano bloccati in un tunnel e Stackouse progetta di ucciderli gassandoli. Prima che possa farlo, Avery guida i ragazzi rinchiusi negli Istituti sparsi in tutto il mondo per unire i loro poteri, facendo levitare l'edificio della Prima Casa e poi lasciandolo cadere al suolo (si scopre in seguito che, così facendo, sono andati distrutti tutti gli Istituti nel mondo). Quasi tutti i ragazzi e il personale dell'Istituto vengono uccisi, incluso Avery stesso, mentre a salvarsi sono gli altri quattro amici di Luke.
Tim e Wendy prendono in custodia i bambini superstiti e li restituisce ai familiari ancora vivi, tranne Luke che rimane con loro. Qualche tempo dopo, il gruppo riceve la visita del supervisore della signora Sigsby, il quale spiega loro che l'Istituto è stato creato basandosi sugli studi e sperimentazioni tedesche durante la Seconda guerra mondiale, con lo scopo di salvare il mondo eliminando persone che alcuni preveggenti individuano come potenzialmente pericolose per il futuro: pertanto, tramite appositi test a cui vengono sottoposti tutti i neonati, vengono individuati quelli dotati di poteri speciali, per poi spiarli e rapirli. Luke fa notare all'uomo che la chiaroveggenza è un metodo alquanto incerto per prevenire il futuro, in quanto si basa solo su probabilità e che, comunque, non vale la tortura e morte di centinaia di ragazzini. L'uomo promette di non importunare Luke e i suoi amici se non renderanno pubblici i contenuti della chiavetta USB di Maureen, conservata in una cassaforte di cui i ragazzini possiedono la chiave.

## Accoglienza
Il sito web Book Marks, aggregatore di recensioni, ha riferito che il 35% dei critici ha dato al romanzo una recensione "entusiasta", il 48% dei critici ha espresso impressioni "positive" e il 17% ha fornito recensioni contrastanti, sulla base di un campione di 23 recensioni.
Publishers Weekly ha dato al romanzo una recensione entusiastica, la scrittura di "King entusiasma con il più viscerale racconto di bambini che trionfano sul male dai tempi di It [...] Toccando nelle menti dei giovani personaggi, King crea un senso di minaccia e di intimità che avrà i lettori incantati [...] Non si spreca una parola in questo romanzo meticolosamente realizzato, che dimostra ancora una volta perché King è il re dell'orrore."
Kirkus Reviews ha dichiarato: "I fan di King non rimarranno delusi, anche se la maggior parte preferirà probabilmente i personaggi più spaventosi di  Shining e It."
Carl Hays di Booklist ha elogiato il romanzo, dicendo: "I devoti di King , ovviamente, divoreranno questo ultimo voluttuoso girovita, ma qualsiasi lettore che cerchi un thriller intelligente su un'insolita organizzazione di operazioni nere troverà questo avvincente e gratificante. Con la sua solita miscela di colpi di scena e personaggi disegnati in modo vivido, King rimane in cima al suo gioco."
Scrivendo per The Sunday Times, John Dugdale lo ha definito "un romanzo accattivante e ibrido", ma ne ha messo in dubbio il significato, dicendo "Tuttavia, ciò a cui si aggiunge tutto non è chiaro."

## Richiami ad altre opere
- La condizione dei bambini nell'istituto viene paragonata, da uno di loro, a quella dei personaggi de 'Il Signore delle Mosche'.
- In un capitolo del libro viene detto che Tim Jamieson sta leggendo i romanzi della serie delle Cronache del ghiaccio e del fuoco di George R. R. Martin e viene anche citata la serie televisiva da loro tratta.
- In un capitolo del libro Kalisha cita la serie televisiva X-Files.
- Tra i bambini rapiti dall'Istituto ci sono anche due ragazze gemelle, Gerda e Greta, che a Luke fanno venire in mente quelle di un vecchio film dell'orrore: il riferimento è alle gemelle di Shining.
- Nel romanzo viene citata Jerusalem's Lot in proposito alla sparizione misteriosa dei suoi abitanti.
- In un capitolo del libro viene citata la Scala dei Suicidi, una struttura presente a Castle Rock.
- Nel romanzo viene citata la serie televisiva Riverdale.

## Adattamento televisivo
Il 10 settembre 2019 è stata annunciata la realizzazione di un adattamento televisivo del romanzo che sarà prodotto da David E. Kelley e Jack Bender.

## Edizioni
- Stephen King, L'Istituto, traduzione di Luca Briasco, Sperling & Kupfer, 2019,  p. 564, ISBN 978-88-200-6828-8.